# 良心的兵役拒否
良心的兵役拒否（りょうしんてきへいえききょひ、英: conscientious objection）とは、国家組織の暴力装置、とりわけあらゆる形態ないしは特定の状況下の戦争に参加することや義務兵役されることを望まないこと。当人の良心に基づく信念であり、拒否した者を良心的兵役拒否者という。「良心者」(英語 conchie コンチ)は良心的兵役拒否者 conscientious objector の短縮形。
良心的兵役拒否は宗教の信条に基づくものが多くを占めるが、民族（トルコにおけるクルド人など）や、政治的、哲学的な背景に基づくこともある。また、政府の外交・軍事政策に反対して拒否する者もいる。
良心的兵役拒否を行う者は義務兵役年齢に達した時点で兵役忌避を申請するのがほとんどだが、軍務中や戦争中に兵役を中断して拒否する場合もある。

## 今日の状況
良心的兵役拒否者は、かつて、国賊、売国奴、非国民、脱走兵、反逆者、臆病者等々、屈辱的な言葉で罵倒・侮蔑され、死刑に処される（エホバの証人とホロコーストを参照）など、ありとあらゆる差別・抑圧・迫害を受けてきた。「死にたくない」という自然で素朴な本能的欲求に従って軍務を離脱した数多くの人間が軍法会議で死を宣告された。第二次世界大戦時に後方部隊への異動を願い出たものの、却下されて脱走を図ったアメリカ兵エディ・スロヴィクが銃殺刑に処された事件はその例のひとつである。
しかし、欧米においては、数十年のうちに急激な変化がみられた。現在では良心的兵役拒否権は国際連合やヨーロッパ評議会のような国際機関では基本的人権として認知され、推奨されている。その理論的支柱となったのが基本的人権の「良心の自由」の思想であった。
良心的兵役拒否者が代替条件で市民労役を命じられている国では、徴集兵と同様、労役は社会貢献をしていると解釈されている。同時に、兵役拒否者数に上昇もみられている。ドイツでは良心を理由に兵役は拒否出来ることが法律で定められており、その代わり13ヶ月間の社会福祉活動が義務づけられる。同国では、「良心的兵役拒否者」数が2003年には兵役につく者の数を上まわり、老人介護等の社会福祉事業は、これらの民間奉仕義務 (Zivildienst) なしには成立し得ないと言われている。ドイツでは2011年に徴兵制度が廃止となったため、これからはどのようにして社会福祉事業に携わる人材を得ていくかが一つの問題となっている。
一方、多くの国々で良心的兵役拒否権に法的基盤がないのも事実である。外務省や CIA World Fact Book の資料によると、現在の地球上では、軍隊または国防のための武装組織を保有する約170か国のうち約67か国に徴兵制度が存在するが、そのうちの30カ国しか法的な対策を取っておらず、そのうちの25カ国はヨーロッパ諸国が占めている。ギリシャ、キプロス、トルコ、フィンランド、ロシアを除くヨーロッパの徴兵制度を持つ国は、多かれ少なかれ良心的兵役拒否に関する国際的指針を満たしている。
一方、良心的兵役拒否が厳罰となる例がある。イスラエルでは良心的兵役拒否は法律で認められているが、実際に審査によって許可される例は少ないとされる。良心的兵役拒否が認められずに兵役を拒否した場合、1～4週間程度の禁固刑となる例が一般的であるとされる。

## 歴史的な進展
アメリカ合衆国では第一次世界大戦で宗教的兵役拒否という言葉も生まれた。これらの背景には、教理上、戦争を否定するブレズレン（同胞派）、メノナイト、クエーカー（友会、フレンド派）など「平和教会」と呼ばれる教派の存在がある。キリスト教の中では少数派の「平和教会」は、非暴力と非戦主義に関して社会に大きな貢献をした。第二次世界大戦中、全米で1万2千人が兵役を拒否し、兵役の代替業務である市民公共サービス (CPS) に従事した。そして「平和教会」を中心に、拒否者を支える全国支援会議が組織され、経費や業務の面で政府と協力して CPS の制度が実施されていた。
良心的兵役拒否の現代における思想は、「すべての者は神の御前で個々の行動に対して責任を負う」というプロテスタントのキリスト教信仰に起源を有している。それゆえに最初の拒否法の規定が、1900年にキリスト教のプロテスタント教国のノルウェーで紹介されたことは驚くべきことではない（デンマークとスウェーデンが1917年と1921年に後に続いた）。続く20数年の間に、ヨーロッパの他のプロテスタント教国も徐々に信者が良心的兵役拒否をする権利を認めるようになった。カトリック教国では個人の罪や国家に対する忠誠に関わる、異なる見解ゆえに、50年を経て1963年にフランスやルクセンブルクで始まった。
冷戦下の欧州で、西側諸国での良心的兵役拒否者の立場は認められたが、多くの東側諸国は良心的兵役拒否を認めなかった（東ドイツやソビエト連邦では制度上は良心的兵役拒否が認められていたが、良心的兵役拒否者は就職や進学などで差別を受けた）。冷戦終結後には、多くの東欧諸国が良心的兵役拒否を認めるようになった。
特殊なケースとして挙げられるのが正教会の伝統を持つギリシャである。ギリシャには伝統的に道徳的義務として国家に対する国民の不滅の忠誠と「正当防衛」がある。ギリシャは良心的兵役拒否と代替労役に関する法を有するヨーロッパの数少ない国の一つである。最近のヨーロッパで良心的兵役拒否の権利を認めたのは2003年のセルビア・モンテネグロが挙げられる。
第二次世界大戦中、良心的兵役拒否は、とりわけナチス・ドイツ占領下のヨーロッパにおいて反戦とレジスタンス運動の危険な形態の一つであった。日本においても、日露戦争時の牧師・矢部喜好を嚆矢として、その後、灯台社（エホバの証人）の明石順三が信者である長男の真人や伝道者の村本一生の兵役拒否に関連して特別高等警察に逮捕・収監され治安維持法違反で懲役10年の刑を受けた。1943年にはエスペランチストでキリスト教徒の石賀修が良心的兵役拒否を申し出た。病身だった石賀は丙種合格（現役兵としては不適格）となり、1941年より兵籍にあり、年一度の点呼に出頭する義務があったが、1943年に拒否し逮捕された。その留置中に兵役拒否を撤回したため、罰金50円の刑で釈放された。この石賀の兵役拒否に関わったとして高良とみが憲兵の取り調べを受けたが、石賀自身は憲兵隊の扱いは比較的穏やかで、迫害のようなことはなかったという。

## 各国における良心的兵役拒否

### ドイツ
ドイツでは徴兵制廃止論が活発化し、2011年7月1日付けで廃止された。
良心的兵役拒否者は同期間の民間役務と呼ばれる老人介護や障害者支援などの社会奉仕活動、または消防団や赤十字に対する6年間のボランティア活動を選択することができ、兵役拒否者が年々増加、2000年代には兵役を選択する者自体が2割に過ぎなくなっていたのである。少子化の進行による18歳人口の減少によって、「平等な負担」が貫徹できなくなったことも原因である。兵役義務は、「同年齢の男性が平等にこの義務を果たす」ことが建前である。これを防衛公平という。兵役拒否者は、代替役務という福祉や救急などの仕事に就く。これで兵役を果たしたものとみなされる。1970年には18歳人口の40％が兵役に、25％が民間役務に就き、35％は何にも就かなかった。兵役に就く割合は減少を続け、現在2割前半に落ち込んだ。平等な負担が貫徹できず、2割しか義務を果たさないのでは、もはや「一般」兵役義務と言えない。
ヴァイツゼッカー元大統領を長とする防衛改革委員会は、3万人の基本兵役者を確保する「選択的徴兵制」を提言した。高報酬が約束された、限りなく志願制に近い構想である。当時の連邦議会では、5会派中3会派が徴兵制廃止の立場に立っていた。社民党でも、複数の州議長が兵役義務廃止を公然と主張した。
そうしたなか、連邦憲法裁判所が兵役義務を合憲とする決定を下した。33歳になる一人の兵役拒否者の事件である。旧東独ブランデンブルク州に住むこの男性は、旧東独時代に兵役拒否し、代替役務の「建設部隊」勤務も拒否した。さらに統一後、ドイツ連邦軍に召集されたが、良心的兵役拒否の手続をとり、これが認められると、民間役務（代替役務）に就くことも拒否した。福祉現場で働いても、それは兵役義務の「代替」にほかならないというのが理由である。この種の人々を全体拒否者という。全体拒否は違法で、懲役か罰金が科せられる。男性は起訴され、一審のポツダム区裁判所は1500マルクの罰金を言い渡した。男性はブランデンブルク州裁判所に控訴。州裁判所は1999年、兵役義務法は「変化した政治的諸条件のもとではもはや合憲でない」と確信するに至ったため、訴訟手続を中断し、憲法裁に対して、合憲性に関する意見提示決定を求めた。州裁判所は、「ドイツは1994年8月に最後のロシア軍部隊が撤退したことにより、脅威にさらされていない」のであって、兵役義務制は基本権に対する「比例原則違反の侵害」を構成するに至ったという。そして、憲法裁は兵役義務を合憲とし、州裁判所の意見提示を「許されない」として退けた。決定は、従来の判例は兵役義務を合憲としてきており、改めて比例原則に即して判断する余地はないと指摘。さらに、州裁判所が「兵役義務を維持する他の諸理由が存在することを看過している」として、その例としてNATOの同盟義務を挙げる。そして、立法者には兵役義務制か志願制かについて開かれた選択肢があり、それは、防衛政策的観点からだけでなく、経済・社会政策的な理由もさまざまに評価・考量しながら行われる国家政策的決断であるとしている（1978年憲法裁判決参照）。憲法裁が、立法者には志願制への選択肢も開かれていること、兵役義務廃止も立法者のフリーハンドであることを確認したことは実に政治的である。他方、福祉施設はツィヴィと呼ばれる民間役務者によって支えられているから、兵役が廃止されると民間役務者がいなくなり、福祉施設は存立の危機に陥る。兵役廃止問題は、安全保障問題にとどまらない、国家・社会的問題であるというのはそういうことを含意してのことだろう（ただ、福祉分野を「代役」によってでなく、若者に一定期間担わせる「本役」〔一般役務義務〕構想も存在した）。

### 韓国
徴兵制度のある大韓民国においては2004年に良心的兵役拒否者が地方裁判所では無罪になったが、最高裁判所・憲法裁判所で有罪の判決を受けた。この件については同国の批准している市民的及び政治的権利に関する国際規約の選択議定書にかかる個人通達がなされ、2007年1月に、自由権規約人権委員会は良心的兵役拒否の不承認が自由権規約第18条の違反であるとの勧告を出した。かつて韓国での兵役拒否者は、エホバの証人の信者に限られたが、現在は、2002年2月に30の市民団体で構成された「良心的兵役拒否権と代替服務制のための連帯会議」なども結成されている。
また、国防部の発表によると、現役ではなく公益勤務要員、作業機能要員および専門研究要員、義務警察官、戦闘警察官、海洋警察、警備矯導隊、義務消防隊など約6万人に及ぶ代替服務制度も段階的に縮小して廃止し、重症の身体障害者を除いてはボランティアの形で服務する社会服務制を導入する方針。
拒否者は軍刑法44条抗命罪または兵役法88条入営忌避罪が適用され、3年以下の懲役に処される。予備役を拒否する場合も、予備軍設置法15条4項に基づいて、500万ウォンの罰金や3年以下の懲役に処される。ちなみに、韓国での兵役法違反者の量刑は、兵役を免除される最小限の実刑である懲役1年6ヶ月が相場である。
2018年6月28日、韓国の憲法裁判所は、現在の良心的兵役拒否者に対する処罰は合憲としたものの、代替服務制を兵役の種類として規定していない条項は憲法に合致しないとして、2019年12月31日までに兵役法を改正し、代替服務制の導入を求めた。これにより、2020年より代替服務制の導入が予定されている。
2018年11月1日、韓国の大法院（最高裁に相当）は、「刑事処罰などを通じて兵役義務の履行を強制することは良心の自由に対する過度な制限になる」と述べ、6月28日の憲法裁判所による「代替役務の規定が無い兵役法は憲法違反であるものの、兵役拒否者に対する処罰は合憲」とする判決から一歩進み、「処罰も憲法違反である」との考えを示し、兵役法違反に問われていた兵役拒否者に対しての有罪判決を破棄し、下級審へ差し戻した。
2018年12月28日、政府は代替服務について、徴兵期間よりも長い36か月、矯正施設へ合宿勤務による形式にする案を決定した。
2019年1月4日、韓国国防部は「良心的兵役拒否者」を「宗教的信仰などによる兵役拒否者」に言い換えることを決定。これは、軍での兵役義務を終えた人などが良心のない人だと解釈されないようにする措置。
多くの兵役拒否者は代替服務を受け入れたものの、一部は徴兵期間の約2倍という世界的にみても長期間の代替服務を「懲罰的」として、代替服務も拒否しており、韓国の裁判所で争っている。

### 台湾
中華民国では、民主進歩党が政権を握ってから、良心的兵役拒否が合法化・制度化されており、介護・医療・消防・警察などの代替役務をこなすことで、兵役を果たしたと見なされるようになっている（参考：代替役）。

### トルコ
トルコでは、19歳から40歳までの男子に、15ヶ月の兵役を義務付けている。良心的兵役拒否権が法的に認められておらず、2011年まで兵役拒否者に代替役務を定める法律がなかったことをアムネスティ・インターナショナルは懸念していた。
1987年4月9日に発表された、良心的兵役拒否に関する欧州評議会閣僚委員会の勧告 No.R (87) 8 では、「徴兵制度に服すべき者で、良心的理由から拒否する者は、そのような役務に服する義務から解放される権利を有する。そのような者は、代替役務に服することがある」としている。
通常、兵役拒否者は刑事起訴され、投獄される。イスタンブールで2006年7月、著名な作家ペリハン・マーデンの裁判が行われた。マーデンは記事の中で、軍隊に対し、良心的兵役拒否者の権利を認め兵役義務を免除するよう要求したとして起訴されている。同裁判によりトルコは、表現の自由への遵守義務に反するとしてEUから批判を受けている。一方、国内では国家主義者らがマーデンを、トルコ軍の宿敵、クルド人武装組織の「仲間」であるとして抗議活動を行った。また、2007年10月4日に、エンバー・アイデミールは、兵役拒否による不服従の容疑で法廷に立った。エンバーは2007年7月31日から、エスキシェイル軍事刑務所に拘束されている。アムネスティは彼を良心の囚人であるとみなしている。彼の父親によると、エンバーは宗教上の信念に基づき兵役を拒否する旨の嘆願書を当局に提出したという。エンバーは、逮捕後10人の兵士から身体に虐待を受け、無理やり軍服を着せられたと主張している。彼はそうした圧力にもかかわらず、軍の任務にはつかないという確固たる意思を貫いている。彼は兵役に代わる民間の役務には進んで服するつもりである。「トルコ政府はエンバーが兵士から虐待を受けた件を、公平かつ即座に徹底的に調査し、責任者を裁判にかけるべきである」とガードナー調査員は述べた。アムネスティは、トルコ政府に対し、良心的兵役拒否者に対する刑事訴追を即時に取りやめ、良心的兵役拒否者たちのために、欧州や国際社会の基準と勧告に沿った民間の代替役務を設けるよう「エンバー・アイデミールに対する起訴を取り下げれば、トルコ政府は国際的な人権基準を遵守する用意があることを示すことになる。刑事訴追は良心的兵役拒否の解決策ではない。」と要請した。
一方で、同じくトルコの良心的兵役拒否者であるオスマン・ミュラー・ウルケについては、2006年1月24日に欧州人権裁判所は人権と基本的自由の保護のための条約（欧州人権条約）第3条（非人間的取り扱いの禁止）違反を認定した。 さらに2004年にも同国の良心的兵役拒否者について欧州人権裁判所は欧州人権条約第6条（公平な裁判を受ける権利）と第9条（良心、思想の自由、信教の自由）に違反するとの判決があり、政府の代表が金銭の支払いによる代替措置について言及している。これらの判決の結果を踏まえ欧州評議会の圧力もあり、トルコ政府は2011年末までに良心的兵役拒否を合法化する意思は表している。